# Anopheles bancroftii
Anopheles bancroftii este o specie de țânțari din genul Anopheles, descrisă de Giles în anul 1902. Conform Catalogue of Life specia Anopheles bancroftii nu are subspecii cunoscute.